# Indicador financiero
Un indicador financiero o índice financiero es una relación entre cifras extractadas de los estados financieros y otros informes contables de una empresa con el propósito de reflejar en forma objetiva el comportamiento de la misma. Refleja, en forma numérica, el comportamiento o el desempeño de toda una organización o una de sus partes. Al ser comparada con algún nivel de referencia, el análisis de estos indicadores puede estar señalando alguna desviación sobre la cual se podrán tomar acciones correctivas o preventivas según el caso.
Las razones o indicadores financieros son el producto de establecer resultados numéricos basados en relacionar dos cifras o cuentas bien sea del Balance General o del Estado de Pérdidas y Ganancias. Los resultados así obtenidos por sí solos no tienen mayor significado; sólo cuando los relacionamos unos con otros y los comparamos con los de años anteriores o con los de empresas del mismo sector y a su vez el analista se preocupa por conocer a fondo la operación de la compañía, podemos obtener resultados más significativos y sacar conclusiones sobre la real situación financiera de una empresa. Adicionalmente, nos permiten calcular indicadores por medio de empresas del mismo sector, para emitir un diagnóstico financiero y determinar tendencias que nos son útiles en las proyecciones financieras. El analista financiero, puede establecer tantos indicadores financieros como considere necesarios y útiles para su estudio. Para ello puede simplemente establecer razones financieras entre dos o más cuentas, que desde luego sean lógicas y le permitan obtener conclusiones para la evaluación respectiva. Para una mayor claridad en los conceptos de los indicadores financieros.
La interpretación de los resultados que arrojan los indicadores económicos y financieros está en función directa a las actividades, organización y controles internos de las empresas.
Los indicadores financieros frecuentemente usados son:
- Indicador de liquidez
- Indicador de endeudamiento
- Indicador de actividad
- Índice de apalancamiento